# مکس دلبروک (شیمی‌دان)
مکس امیل یولیوس دلبروک ( آلمانی: [maks ˈdɛl.bʁʏk] ()؛ ۱۶ ژوئن ۱۸۵۰ – ۴ مه ۱۹۱۹) شیمی‌دان کشاورزی آلمانی بود.

## زندگینامه
دلبروک در برگن آن در روگن زاده شد. او شیمی را در دانشگاه هومبولت برلین و در دانشگاه گرایفسوالد خواند. او عضوی از انجمن برادری سپاه آزاد سیمبریا بود. در سال ۱۸۷۲، او دستیار آکادمی تجارت در برلین شد.

## حرفه
در سال ۱۸۷۴، او به عنوان رئیس مرکز آزمایشی تازه تأسیس انجمن تجارت الکل و مشروبات الکلی آلمان منصوب شد. این مرکز در سال ۱۸۸۲ به مؤسسه پژوهشی و آموزشی آبجوسازی (VLB) تبدیل و گسترش یافت. دلبروک رئیس موسسه فناوری تخمیر در موسسه پژوهشی بود.
در سال ۱۸۸۷ به مربی‌گری دانشکده کشاورزی منصوب شد و در سال ۱۸۹۹ به مقام استادی کامل اعطا شد. او بنیانگذار گروه آموزشی فناوری‌های ماشینی VLB بود و در ایده‌پردازی دوره آموزشی کارشناسی آبجوسازی شرکت کرد. پژوهش‌هایی که تا حدی توسط خود دلبروک و تا حدی تحت هدایت او انجام شد، منجر به کمک‌های فنی با بالاترین ارزش در صنایع تخمیری شد.
او یکی از ویراستاران Zeitschrift für Spiritusindustrie و Wochenschrift für Brauerei بود. وی در ۶۸ سالگی در برلین درگذشت.

## خانواده
دلبروک از یک خانواده بسیار مورداحترام پروس متشکل از روشنفکران و کارمندان دولت بود. او برادر کوچکتر هانس دلبروک مورخ و عموی مکس دلبروک فیزیکدان برنده جایزه نوبل بود.